# Pittem
Pittem est une commune néerlandophone de Belgique située en Région flamande dans la province de Flandre-Occidentale, ainsi qu’une localité où siège son administration.

### Carte

Sections de Pittem et voisines. Les zones en jaune représentent les agglomérations.

## Sections de la commune
| # | Section    | Superf. (km2) | Habitants (2020) | Habitants par km2 | Code INS |
| - | ---------- | ------------- | ---------------- | ----------------- | -------- |
| 1 | Pittem (I) | 24,35         | 5 150            | 211               | 37011A   |
| 2 | Egem (II)  | 10,33         | 1 566            | 152               | 37011B   |

### Communes limitrophes
- a. Tielt (ville de Tielt)
- b. Meulebeke (commune de Meulebeke)

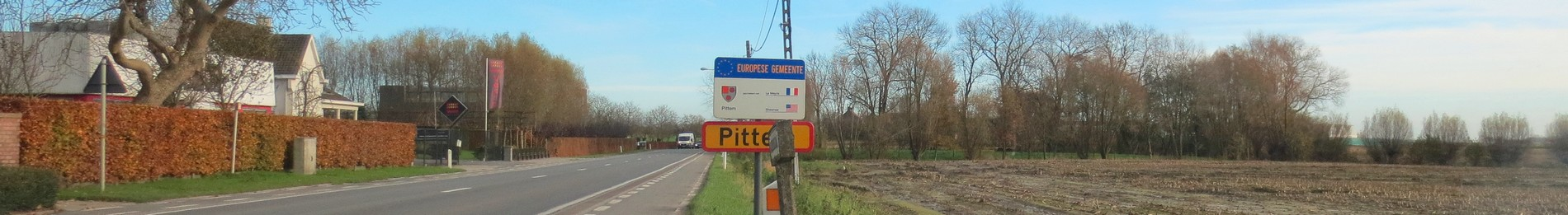
Vue panoramique de Pittem.

- c. Ardooie (commune d'Ardooie)
- d. Koolskamp (commune d'Ardooie)
- e. Zwevezele (commune de Wingene)
- f. Wingene (commune de Wingene)

## Histoire
Pendant la Première Guerre mondiale,  des troupes françaises sont venues cantonner sur Pittem en octobre 1918.

## Héraldique
|  | La commune possède des armoiries qui lui ont été octroyées le 1er avril 1985. Ce sont celles de la famille médiévale van Pitthem, qui a dirigé le village jusqu'en 1395. La municipalité avait déjà demandé ces armes dans les années 1920, mais le Conseil héraldique de Belgique ne l’a pas approuvé. La politique à l'époque était d'utiliser les armoiries montrées sur les sceaux locaux ou, si elles n'étaient pas disponibles, les armes des derniers seigneurs du manoir. Dans le cas de Pittem, cela aurait été les armoiries de la famille Croÿ-Solre. La municipalité a toutefois insisté sur les armoiries de la famille médiévale et les a utilisé non officiellement. Ce n'est que peu de temps après la fusion de 1977, la municipalité demanda à nouveau les armes historiques, qui lui étaient maintenant accordées. Blasonnement : D'argent à deux roses de gorge et un quartier libre du même. Source du blasonnement : Heraldy of the World. |

## Démographie

### Évolution démographique: avant la fusion des communes
- Sources : INS, Rem. : 1831 jusqu'en 1970 = recensements, 1976 = nombre d'habitants au 31 décembre[4].

### Évolution démographique: commune fusionnée
- Source : DGS, de 1831 à 1981 = recensements population ; à partir de 1990 = nombre d'habitants chaque 1er janvier[5].

## Patrimoine

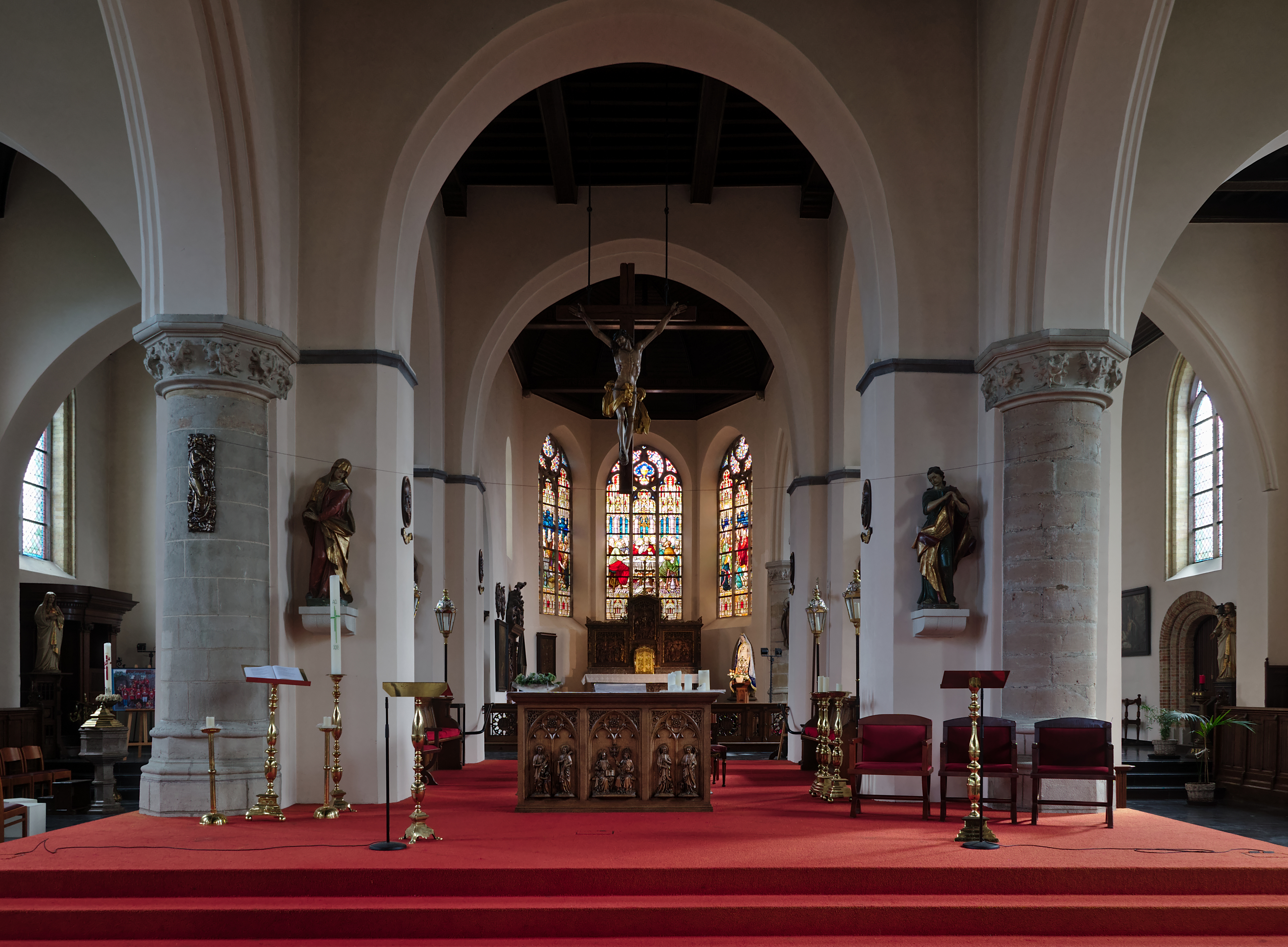
Intérieur de l'église Onze-Lieve-Vrouwkerk

## Personnalités
- Georges Cassander (1513-1566), humaniste et théologien, partisan de la paix par le compromis entre catholiques et protestants.
- Ferdinand Verbiest (1623-1688), jésuite, astronome et missionnaire en Chine (XVIIe siècle), né à Pittem.
- Félix De Muelenaere (1793-1862), homme politique belge catholique.

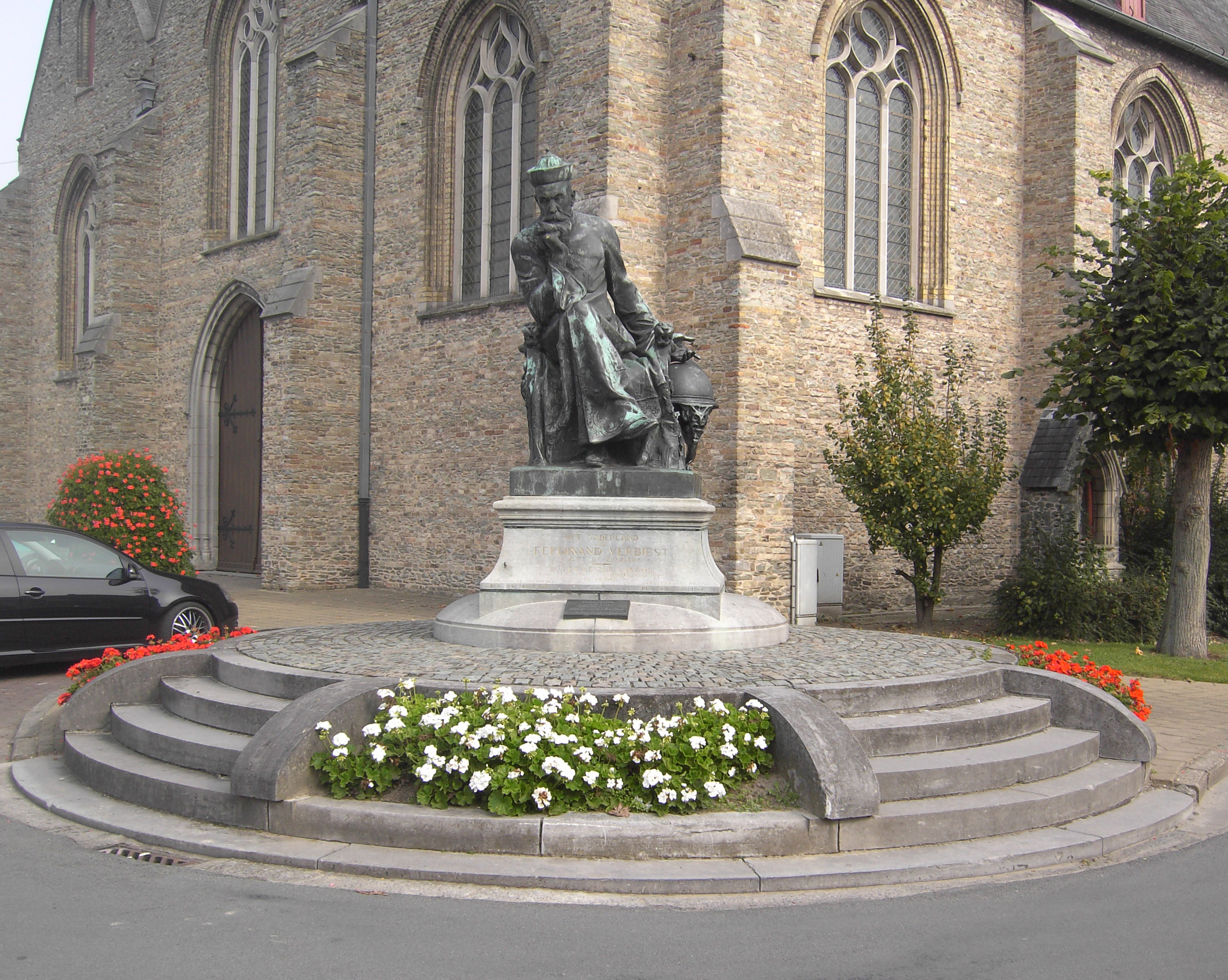
Statue de Ferdinand Verbiest par Jacques de Lalaing.